# Just Doing Me
Op 17 augustus 2014 bracht Dominique Young Unique haar single "Just Doing Me" uit. De single verscheen een week later op haar gelijknamige ep, die uitgebracht werd op 25 augustus 2014. De naam van haar "Just Doing Me" single werd op de ep veranderd naar "She Know".  

## Tracklist
| Nr. | Titel         | Duur |
| --- | ------------- | ---- |
| 1.  | Just Doing Me | 2:53 |
| 2.  | She Know      | 3:03 |
| 3.  | Gangster Whip | 2:49 |
| 4.  | She Unique    | 2:52 |